# Cumestan
Cumestanul este un compus organic heterociclic și reprezintă nucleul central al unei varietăți de compuși naturali cunoscuți sub denumirea colectivă de cumestani. Cumestanii sunt produși de oxidare a pterocarpanului, fiind astfel asemănători cu cumarina. Cumestanii, inclusiv cumestrolul, un fitoestrogen, se găsesc într-o varietate de plante. Sursele alimentare bogate în cumestani includ mazărea uscată, fasolea, fasolea lima și, în special, lucerna și germenii de trifoi.

## Derivați

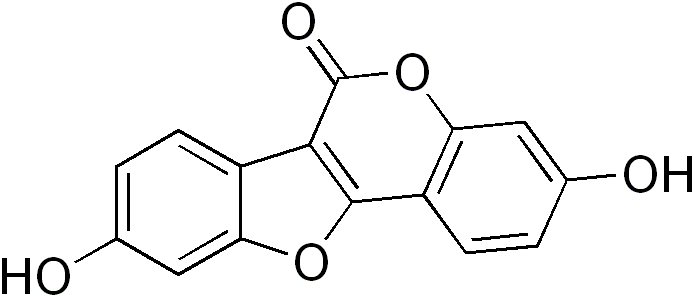
Cumestrol
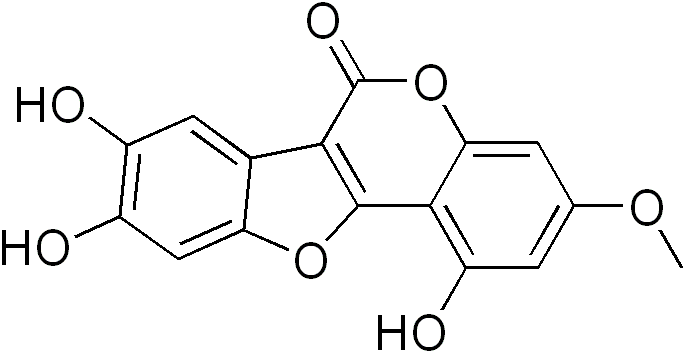
Wedelolactonă
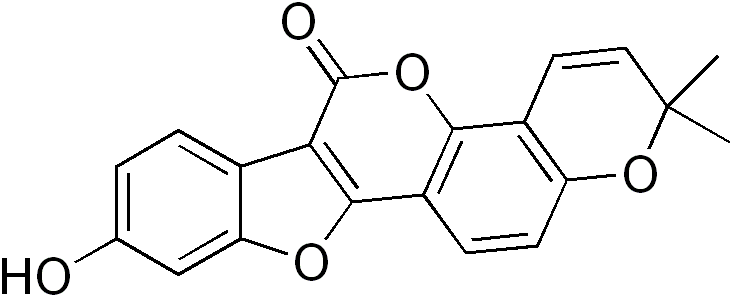
Plicadină